# National Federation of State High School Associations

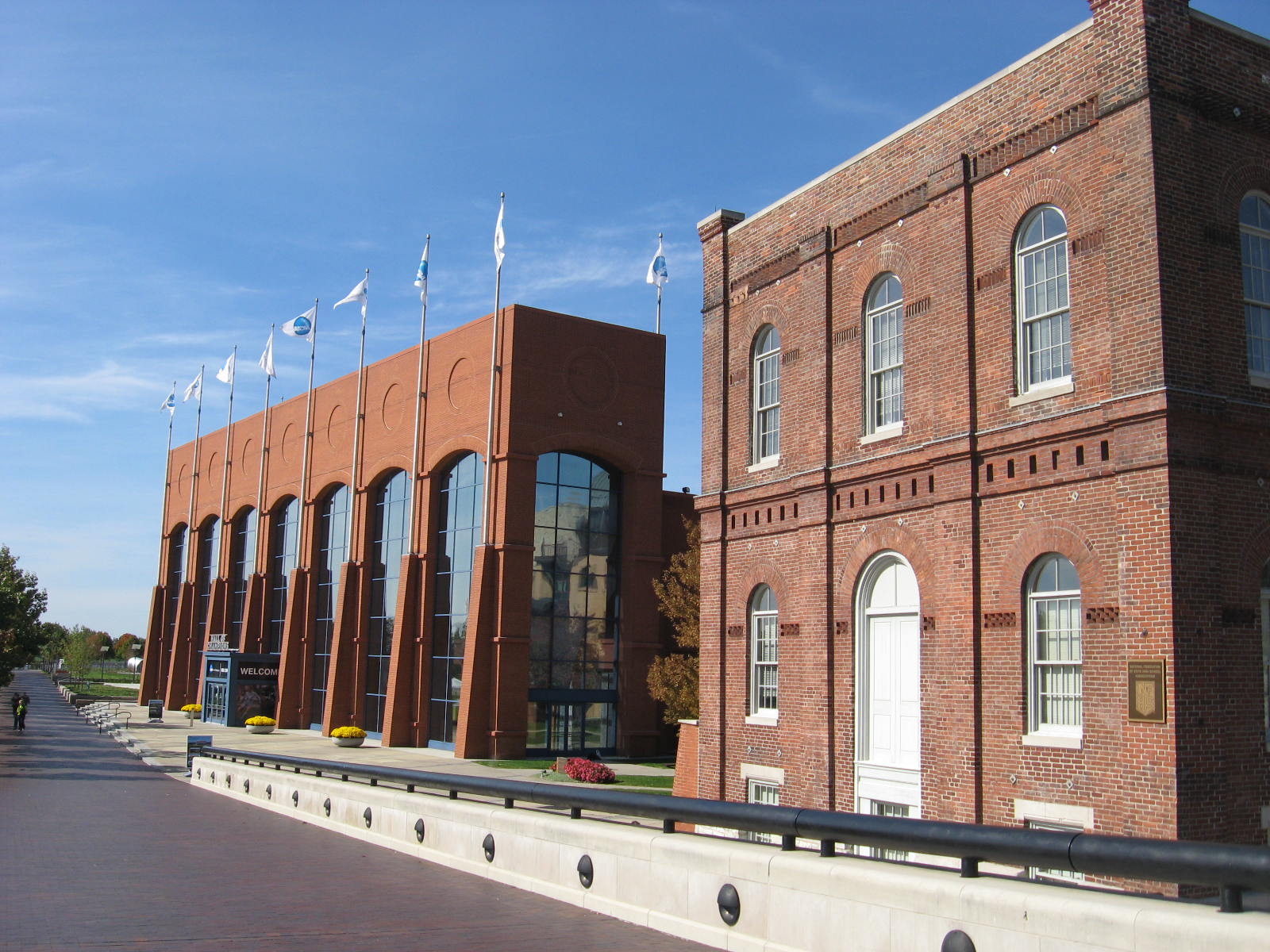
Po prawej siedziba NFHS, po lewej NCAA Hall of Champions

National Federation of State High School Associations (NFHS) – organizacja zrzeszająca ponad 18.500 instytucji, zajmująca się organizacją zawodów sportowych szkół średnich w Stanach Zjednoczonych. Jej siedziba znajduje się w Indianapolis, w stanie Indiana. Założona w 1920 roku. 
Reguluje rozgrywki ligowe na szczeblu szkolnym w m.in. takich sportach, jak: high school football, koszykówka, hokej na lodzie, baseball, softball, piłka nożna, tenis, zapasy, lekkoatletyka i pływanie. W rozgrywkach bierze udział ponad 8 milionów uczniów.